# Halenia phyteumoides
Halenia phyteumoides är en gentianaväxtart som beskrevs av Ernest Friedrich Gilg. Halenia phyteumoides ingår i släktet Halenia och familjen gentianaväxter. Inga underarter finns listade i Catalogue of Life.